# Nathalie Eklund
Nathalie Eklund (8 gennaio 1992) è un'ex sciatrice alpina svedese specialista delle gare tecniche.

## Biografia
Nathalie Eklund ha debuttato in gare FIS il 15 dicembre 2007 disputando uno slalom gigante a Funäsdalen e giungendo 38ª. Il 22 novembre 2008 nella medesima località e nella medesima specialità ha esordito in Coppa Europa, arrivando 49ª, e il 13 novembre 2010 ha debuttato in Coppa del Mondo nello slalom speciale di Levi, non riuscendo a qualificarsi per la seconda manche.
Il 18 marzo 2012 ha ottenuto a Courmayeur in slalom speciale il suo primo podio in Coppa Europa (2ª) e il 20 dicembre dello stesso anno ha ottenuto a Åre nella medesima specialità il suo miglior piazzamento in Coppa del Mondo (6ª); in seguito ha preso parte ai suoi unici Campionati mondiali e nella rassegna iridata di Schladming 2013 si è classificata 16ª nello slalom speciale e ha vinto la medaglia d'argento nella gara a squadre (partecipando come riserva). Nella stessa stagione ai Mondiali juniores del Québec ha vinto la medaglia d'oro nella gara a squadre, mentre il 13 dicembre successivo anno ha ottenuto la sua unica vittoria in Coppa Europa, nello slalom speciale di Andalo/Paganella.
Il 26 febbraio 2015 ha colto a Monte Pora in slalom speciale il suo ultimo podio in Coppa Europa (2ª) e il 9 gennaio 2018 ha disputato la sua ultima gara in Coppa del Mondo, lo slalom speciale di Flachau che non ha completato; si è ritirata durante quella stessa stagione 2017-2018 e la sua ultima gara in carriera è stata lo slalom speciale di Coppa Europa del 14 gennaio a Zell am See, chiuso dalla Eklund al 20º posto.

## Palmarès

### Mondiali
- 1 medaglia:
  - 1 argento (gara a squadre a Schladming 2013)

### Mondiali juniores
- 1 medaglia:
  - 1 oro (gara a squadre a Québec 2013)

### Coppa del Mondo
- Miglior piazzamento in classifica generale: 43ª nel 2013

### Coppa Europa
- Miglior piazzamento in classifica generale: 17ª nel 2015
- 7 podi:
  - 1 vittoria
  - 4 secondi posti
  - 2 terzi posti

#### Coppa Europa - vittorie
| Data             | Località         | Paese  | Specialità |
| ---------------- | ---------------- | ------ | ---------- |
| 13 dicembre 2013 | Andalo/Paganella | Italia | SL         |

Legenda:

SL = slalom speciale

### Campionati svedesi
- 4 medaglie[1]:
  - 2 argenti (slalom speciale nel 2011; slalom speciale nel 2013)
  - 2 bronzi (discesa libera, supergigante nel 2015)

### Campionati svedesi juniores
- 2 ori (slalom gigante nel 2009; slalom gigante nel 2010)[senza fonte]